# Anarquismo en Grecia
En el desarrollo del anarquismo en Grecia son evidentes una serie de paradojas históricas. Al mismo tiempo que en la cobertura de varios eventos históricos puede haber graves lagunas de información, también hay un esfuerzo ideológico con la intención de distorsionar los hechos históricos. También es muy difícil establecer conexiones entre las diferentes organizaciones anarquistas y los grupos de afinidad, ya que ellos permanecen principalmente en el anonimato. Curiosamente, los anarquistas griegos surgieron simultáneamente, cada uno con sus propias referencias específicas y diferentes inclinaciones.

## Historia

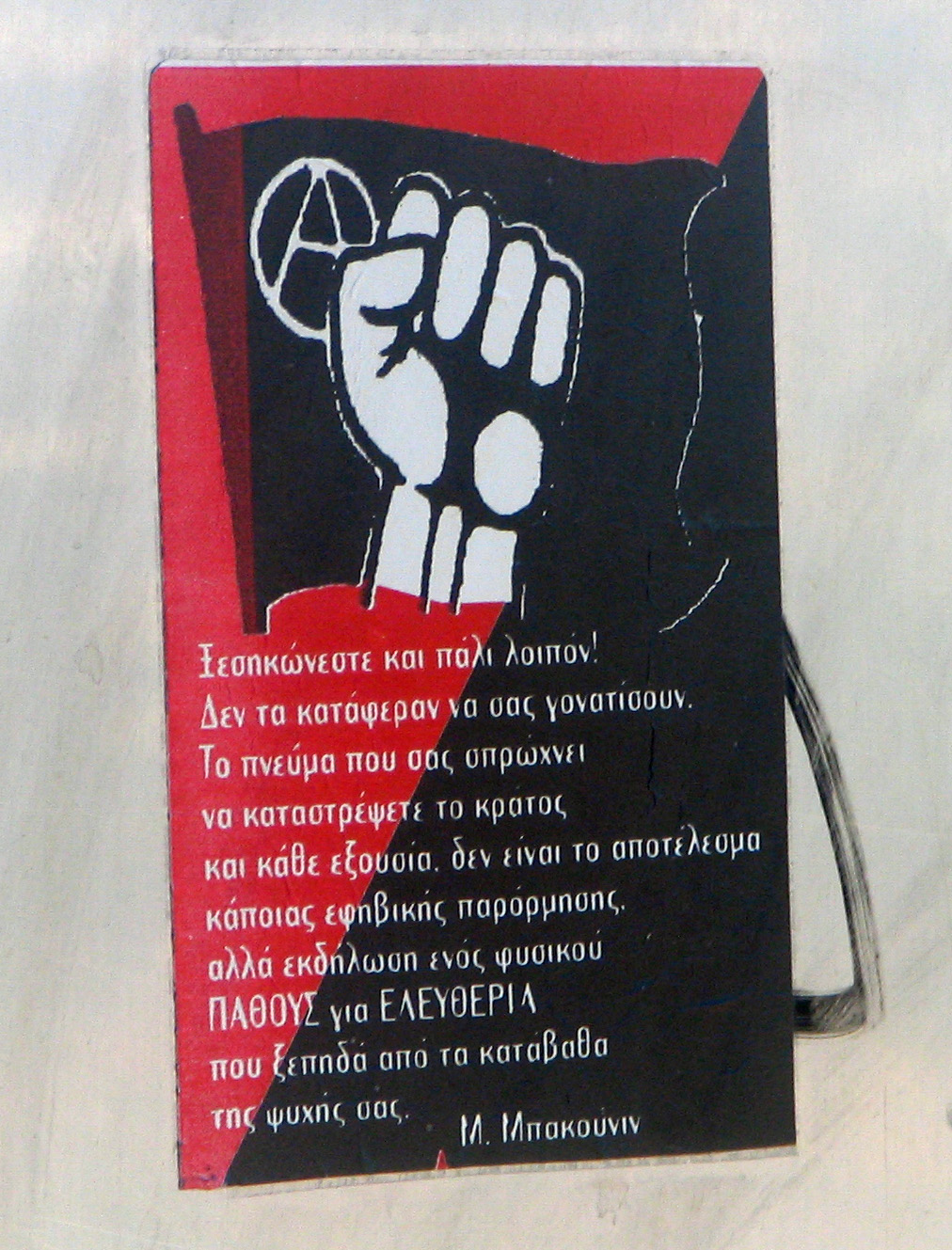
Un póster anarquista en un muro en Tesalónica citando a Mijaíl Bakunin.

### Antecedentes en la Antigua Grecia
Los filósofos vinculados a la escuela conocida como Cinismo son considerados los primeros en proponer reflexiones sobre el anarquismo. Entre ellos, el filósofo Zenón de Citio, en una de sus objeciones a la defensa de la autoridad hechas por Platón, argumentaba que la razón podría sustituir a la autoridad en la gestión de los asuntos humanos. A pesar de todos sus principios sexistas y xenófobos, y de su economía basada en la esclavitud, la democracia ateniense, en la actualidad constantemente evocada para justificar los sistemas electorales y representativos, era en realidad un sistema de democracia directa, o participativa, donde los ciudadanos se turnaban en los cargos burocráticos y las cuestiones más importantes se resolvían en las asambleas en la plaza (ágora). 
En otros momentos de la historia griega entre la antigüedad y la Edad Media, surgieron movimientos filosóficos y sociales que defendían los principios libertarios, sin embargo, hay pocos indicios para encontrar una continuidad entre estos antecedentes y las experiencias anarquistas durante épocas históricamente recientes.

### 1860-1875

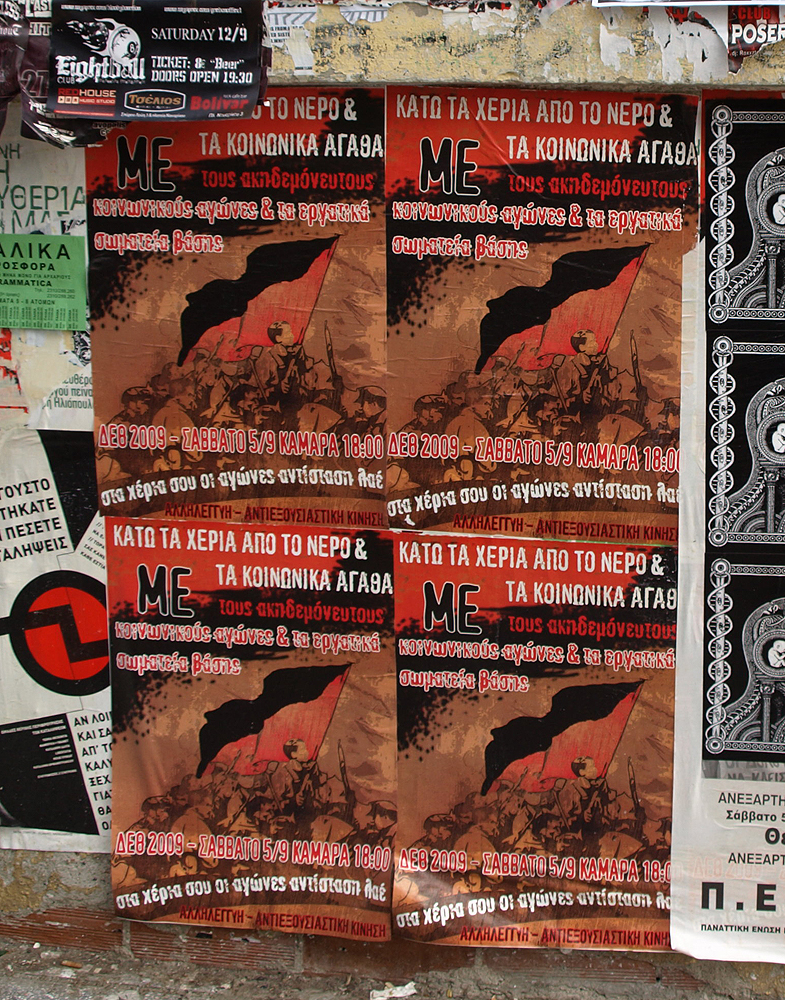
Pósteres anarquistas en las calles de Salónica, septiembre de 2009

En Grecia el anarquismo moderno se inició en 1860 con la publicación de los primeros textos libertarios, así como una serie de acciones anarquistas organizadas en Atenas. Mucho de lo que fue escrito y publicado por los anarquistas griegos en ese momento estaba profundamente influenciado por las actividades y propuestas presentadas por las organizaciones y los propagandistas de Europa del Este. 
Emanouil Dadaoglou, un comerciante de Esmirna, probablemente tuvo contacto con las ideas anarquistas entre los refugiados políticos italianos que llegaron a Patras en 1849 durante la Guerra de las Dos Sicilias. Junto con el anarquista italiano Amilcare Cipriani, fundador del "Club Democrático", organizaron un grupo y participaron en la revolución contra el rey Otto en 1862, realizando controles de carretera en el área de Kapnikarea.
De 1864 a 1867 Dadaoglou fue a la región de Nápoles (Italia), donde se convirtió en un miembro de la Asociación Internacional de los Trabajadores (AIT), siguiendo las ideas propuestas por Mijail Bakunin. En esa época conoció a María Pantazi, prostituta de profesión, que se convertiría en su compañera de toda la vida. A finales de la década de 1860 Dadaoglou regresó a Grecia; murió en 1870. Después de su muerte María Pantazi salió del país hacia Francia donde se incorporó en la Comuna de París, luchando y muriendo junto a otros miles de comuneros a manos de la guardia real. 
El primer periódico anarquista griego fue fundado el 3 de septiembre de 1861 fue el diario " Φώς" (Luz) que alcanzó los 334 números. El primero número sufrió el duro percance de ser confiscado a las pocas horas de su salida, durante una redada policial en el local del periódico. 
También hubo actividades anarquistas en las islas Eptanisa, donde dos figuras memorables como Mikelis Avlichos y Nikos Konemenos tuvieron gran protagonismo. Avlichos había estudiado en Berna (Suiza) donde conoció a Bakunin antes de regresar a Cefalonia, lugar donde había nacido. Konemenos, vivió en Corfú durante gran parte de su vida, él fue el primero en utilizar el término "comunismo" en griego y uno de los primeros en hablar en nombre de la igualdad entre hombres y mujeres. En 1893 publicó un libro en italiano llamado "Ladri ed omicidi" (Ladrones y homicidas).

### 1876-1914

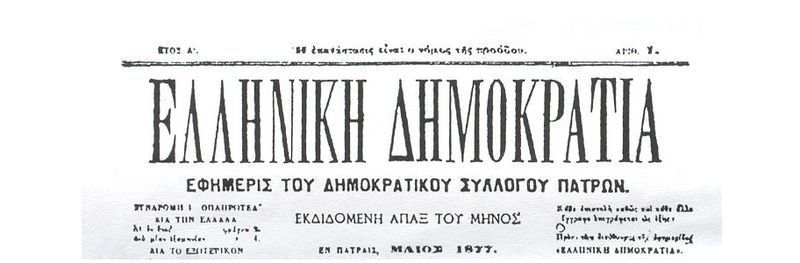
El periódico Democracia Griega: La Revolución es la ley del progreso.

Los proyectos que se esbozaron durante la década previa florecieron, produciendo organizaciones revolucionarias en muchas partes de Grecia, tales como Atenas, Syros, Messinia, Egio, Filiatra, Cefalonia y Patras. Yannis Kordatos, en su "Comprehensive History of Greece", escribe: " las ideas anarco-socialistas encontraron un terreno fértil, en Patras, en mi opinión, debido a la presencia de cinco mil proletarios, por la proximidad de las islas jónicas con su tradición radical y la excelente comunicación de la ciudad con el resto de Europa."
Los anarquistas en Patras conformaron un colectivo denominado “Asociación Democrática” en 1876, el cual debido a la posición favorable que tenían la ciudad y su puerto, mantuvieron constantes y estrechas relaciones, no solo con sus compañeros anarquistas de las proximidades de Italia, sino también con otras organizaciones europeas más distantes. También trataron de coordinar a todos los grupos de Grecia y formar la primera sección griega de la Primera Internacional. También se formó Una organización llamada "Liga Democrática del Pueblo", y en un artículo en Il Martello, un periódico italiano de Bolonia, se podía leer la carta fundacional: "...pronto les enviaremos la política general de la Liga Democrática del Pueblo y las políticas específicas del Grupo de Patras... Pronto vamos a publicar nuestro propio periódico como un portavoz de la AIT…" 
La represión de parte del estado griego que sobrevino a continuación, estuvo planificada en conjunto con los demás gobiernos europeos, lo cual ha sido evidenciado mediante diversos informes diplomáticos. En el Boletín de la Federación del Jura del 10 de junio de 1877: 

Grecia se incorporará al resto de las naciones civilizadas, que no descansan en tomar medidas drásticas para mantener el orden social. Como prueba de ello, recibimos la siguiente carta: "Ellos fueron hechos prisioneros en Patra, entre el 15 y el 27 de mayo de 1877 mientras intentaban hacer el periódico: Dionisis Ampelopoulos, Konstantinos Mpompotis, Alexandros Evmorfopoulos, Konstantinos Grimanis. Estamos en la cárcel por publicar el primer número de nuestro periódico Democracia Griega, del que ustedes recibieron copias. Saludos y solidaridad, Konstantinos Grimanis."

En 1896 se establecieron dos nuevas asociaciones: una en Patras y la otra en Pirgos. Sus miembros más activos eran D. Badounas, D. Arnellos , D. Karabizas y el poeta P. Tsekouras. Tradujeron varios artículos anarquistas y más tarde ese mismo año publicaron el periódico Epi ta proso ("Adelante") con inclinaciones anarco-socialistas, alrededor del cual se reunieron anarcocomunistas, anarquistas cristianos, socialistas e individualistas. En los inicios del siglo XX la mayoría de los centros urbanos del país acogían un núcleo anarquista.
En esa misma época el anarquista Marinos Antypas, un héroe legendario del movimiento campesino, actuaba en diferentes partes de Grecia. En 1913, el anarquista Alexandros Schinas disparó al rey Jorge de Grecia en Tesalónica. Schinas fue torturado y asesinado seis semanas después por sus captores gubernamentales.

### 1915-1949
Muchos anarquistas participaron en la Federación socialista de Salónica de Avraam Benayora y más tarde en el Partido Socialista de los Trabajadores de Grecia, que luego pasaría a ser el Partido Comunista de Grecia (KKE) en 1923 y que poco a poco fue absorbiendo a la mayoría del movimiento revolucionario. Muchos otros anarquistas intervinieron en las luchas obreras que estallaron en las décadas de 1920 a 1930. Destacados ejemplos de la actividad anarquista fueron Constantinos Speras, anarcosindicalista y líder de la huelga de Serifos (asesinado por esbirros del Partido Comunista en 1944 y Yannis Tamtakos uno de los líderes de la huelga general de 1936 en Tesalónica. Durante la dictadura de Metaxas (1936–1940) y la ocupación nazi (1941–1944) la represión contra la clase obrera y sus facciones revolucionarias alcanzó su máximo. Miles murieron durante la guerra, en el exilio, las cárceles y los campos de concentración. Mientras tanto, el Partido Comunista fue obteniendo cada vez más poder en el país, gracias a su política de resistencia activa contra la ocupación alemana. En diciembre de 1944, luego de dos meses del fin de la ocupación, lideraron un levantamiento en Atenas contra el gobierno probritánico; durante las tres semanas de enfrentamientos, los comunistas atacaron y eliminaron a muchos de sus rivales anarquistas, troskistas y disidentes de izquierda junto a otros “enemigos de clase”, antes de que el Ejército Británico retomara el control y los comunistas fueran derrotados.

### 1950-1968
En la represión que siguió a lo que el gobierno denominó la Insurrección Comunista (1944–1949) muchos anarquistas fueron perseguidos, exiliados y encarcelados, al ser tomados como una amenaza al nuevo orden de la Guerra Fría. Hasta mediados de los años ’60 el anarquismo sobrevivió gracias a un puñado de escritores y poetas que mantuvieron la idea. En estos años se opusieron a la “izquierda democrática”, patrocinada por los comunistas. 

### 1969 a 1981
La nueva etapa del movimiento anarquista en Grecia comenzó durante la dictadura de la Junta Militar Griega entre 1967 y 1974. Los estudiantes que regresaron de París, donde habían tomado parte en los eventos del Mayo Francés de 1968 y habían estado en contacto con militantes de la izquierda radical revolucionaria y grupos anarquistas, comenzaron la difusión de esas ideas entre la juventud radicalizada de entonces. En 1972 se publicó el libro de Guy Debord La sociedad del espectáculo, junto con otros textos situacionistas; luego siguió Dios y el Estado de Mijaíl Bakunin y Ley y Autoridad de Piotr Kropotkin; también se publicaron obras de Rosa Luxemburgo, Ida Mett, Henry D. Thoreau, Murray Bookchin, Max Nettlau, J. Rubin y otros autores libertarios. En 1973 se editó “Huelga Electoral”, una traducción de un texto de 1902 contra la participación en elecciones burguesas, publicado como respuesta al proceso de democratización y de elecciones ideado por la Junta Militar. 
Para entonces, los anarquistas habían adquirido uno de los papeles protagonistas en la lucha estudiantil contra la Junta gobernante. Influenciados por el Mayo Francés y el autonomismo italiano, dejaron de lado el anarcosindicalismo y adoptaron una política que preconizaba la guerra de clases. Las influencias de los clásicos libertarios continuaron viegentes, en especial de Bakunin y Kropotkin, pero junto con textos situacionistas y marxistas autonomistas. Los jóvenes libertarios provenían en su mayoría de una militancia marxista anterior, desilusionados con el reformismo de los Partidos Comunistas del mundo. Eran esencialmente contrarios al fascismo, el capitalismo, el imperialismo, la burocracia, el racismo, el sexismo y toda forma de autoridad, en especial la del Partido Comunista Griego.
El punto de quiebre ocurrió durante el levantamiento estudiantil contra la Junta en la Universidad Politécnica Nacional de Atenas en noviembre de 1973. Los anarquistas exhibieron pancartas en la entrada del Politécnico con la leyenda "Abajo el Estado" y "Abajo el Capital", tomaron parte en el comité de ocupación del establecimiento, alzaron barricadas en las calles y se enfrentaron con la policía y el ejército por tres días. Durante la noche del 17 de noviembre el ejército irrumpió en el Politécnico, dando fin a la toma del establecimiento y asesinando decenas de personas durante la operación. Siete meses después la Junta entró en crisis y debió dar paso a un gobierno democrático de transición derechista liderado por K. Karamanlis. En septiembre de 1974 se legalizaron las organizaciones de izquierda luego de 25 años, lo cual ocasionó un florecimiento de grupos maoístas, trotskistas, guevaristas y otros grupos de izquierda, entre los cuales también surgieron muchos de tendencia anarquista. 
A partir de 1976 apareció el periódico libertario Eleytheros Typos ("Prensa libre"), de tendencia anarcocomunista. 
A fines de la década de 1970 el movimiento anarquista junto con los autonomistas, comenzaron a crecer, nutriéndose de los comunistas (estalinistas, trotskistas, maoístas y guevaristas decepcionados con sus partidos). El rock y la cultura hippie tuvieron también fuerte impacto en las ideas de estos movimientos. Los anarquistas y grupos izquierdistas revolucionarios también instigaron a los movimientos de ocupación de las universidades entre 1979-1981. En las cercanías del Politécnico, los estudiantes del vecindario de Exarchia impulsaron una “zona liberada” donde los izquierdistas, anarquistas, hippies y demás tendencias formaron un autogobierno. En las manifestaciones de mayo de 1976, anarquistas encapuchados atacaron a la policía y a edificios públicos, luchando al lado de miles de trabajadores y estudiantes. Como consecuencia, se reprimió con arrestos y se promulgó una legislación “antiterrorista” para acabar con el movimiento.

### 1982-2001
La primera generación de anarquistas griegos de posguerra terminó decepcionándose y la gran mayoría de ellos abandonó el movimiento gradualmente cuando el Movimiento Socialista Panhelénico (PASOK) accedió por primera vez al poder en 1981 y en alianza con el Partido Comunista intentaron poner fin a la “guerra social” de los años 70. Aislado de otras fuerzas políticas, los anarquistas sufrieron un declive. Una nueva ola de jóvenes anarquistas, más agresivos y violentos que la generación precedente, surgieron promediando la década de 1980, influenciados por la subcultura punk. 

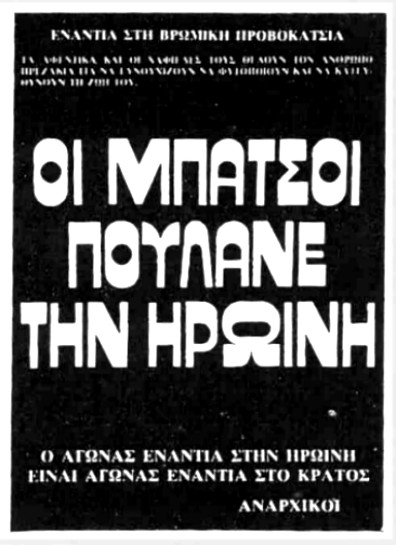
Póster de 1982. La leyenda dice “La policía es quien vende la heroína”.

Entre 1985 y 1986 en Atenas, había manifestaciones y enfrentamientos casi diariamente entre los anarquistas y la policía. En 1985 un joven de 15 años llamado Michalis Kaltezas y otro llamado Christos Tsoutsouvis fueron asesinados por la policía durante estos acontecimientos, desatando una oleada de concurridas protestas en Atenas y Tesalónica. La reacción del gobierno a la muerte de un policía y a la toma de la Facultad de Química de Atenas fue una represión desenfrenada contra los anarquistas. Pero el movimiento sobrevivió, y se las arregló para organizar demostraciones con miles de adherentes en Atenas.
El ataque de una manifestación anarquista contra el hotel "Caravel" que hospedaba a una conferencia de políticos ultraderechistas (entre los cuales se encontraba Jean-Marie Le Pen), fue el pico de la actividad anarquista en esta década. En 1989 el PASOK dejó el gobierno y pasó a gobernar la derecha política de Nueva Democracia.
La generación de los ’80 fue retirándose lentamente y una nueva ola de anarquistas surgió en los inicios de las rebeliones estudiantiles de 1991. En ese año el movimiento estudiantil había alcanzado una masividad nunca vista en Grecia; se ocuparon unas 1500 escuelas y participaron cientos de miles de personas. El asesinato de Nikos Temponeras, maestro y miembro del Frente Laboral Antiimperialista, por sicarios de partido derechista Nueva Democracia llevaron casi a una insurrección general en el país. Una manifestación de 25 mil personas en Patras, ciudad donde fue asesinado Temponeras, terminó con el incendio de la estación de policía y la casa de gobierno local. Ese día en Atenas murieron 4 personas en un incendio causado durante una manifestación multitudinaria. Las demostraciones terminaron con la renuncia del ministro de educación.  
El movimiento anarquista de los ’90 pasó momentos difíciles luego de la ocupación del Politécnico de Atenas en 1995. En una jugada desesperada, cerca de 3.000 personas ocuparon el Politécnico durante la noche, pero finalmente la policía ingresó en el establecimiento y arrestó a 504 anarquistas que permanecían en el lugar. El edificio sufrió severos daños durante la ocupación. El periodismo y los medios de comunicación tuvieron una participación activa, incitando y exigiendo el ataque de las fuerzas policiales, el arresto y represión de los manifestantes. Pero en lugar de retroceder frente a la ofensiva del gobierno y la prensa, el movimiento resultó fortalecido por los ataques.

### 2002-2008

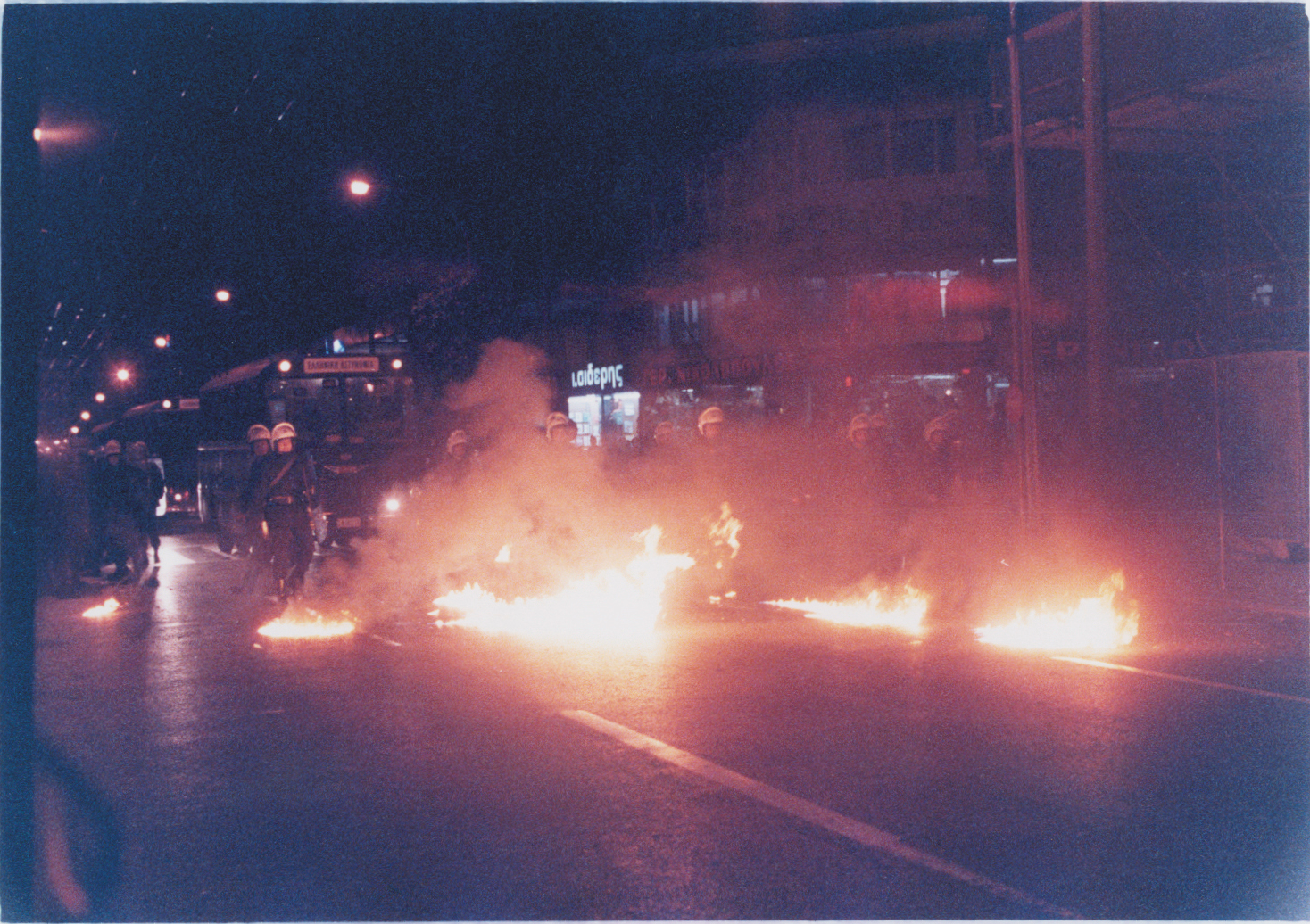
Enfrentamientos con la policía en 1989.

En el año 2002 surgió el “Movimiento Antiautoritario” (Antiexousiastiki Kinisi) dentro de las líneas generales del anarquismo y la acción directa. Es una tendencia activa principalmente en Atenas, Salónica y otros centros urbanos. En 2004 los anarquistas se opusieron a los Juegos Olímpicos de Atenas debido a que el evento favorecía la intensificación del control estatal y la represión. Una característica llamativa de esos años fue la incorporación de otros idiomas (albano, ruso, georgiano o árabe) en los carteles y afiches anarquistas, mostrando su “solidaridad” con los obreros extranjeros que trabajaban en Grecia.

### Diciembre de 2008
El 6 de diciembre de 2008 el joven de 15 años Aléxandros Andréas Grigorópulos fue asesinado a tiros por el policía Epaminondas Korkoneas en el barrio de Exarchia, en Atenas. Casi de inmediato, anarquistas, izquierdistas y otros simpatizantes libertarios se reunieron en una manifestación y atacaron bancos, vehículos policiales y oficinas del gobierno de la zona. La muerte de Grigorópulos dio lugar a grandes manifestaciones, con miles de manifestantes en lucha contra la fuerza de choque con bombas molotov, ocurriendo episodios de destrucción de edificios como la Biblioteca Legislativa estatal de Atenas y varios locales de venta de automóviles importados. 
Las manifestaciones y protestas se extendieron a varias ciudades, como Tesalónica, la segunda ciudad más grande del país. La negativa de la policía a pedir disculpas por el asesinato llevó a miles de manifestantes indignados a ocupar las calles y a participar en enfrentamientos. El Parlamento fue asediado durante semanas por las multitudes furiosas. Los hechos de mayor violencia ocurrieron durante una manifestación, cuando los participantes atacaron y prendieron fuego a numerosos bancos, edificios públicos y tiendas. Miles de jóvenes participaron de las encolerizas protestas, atacando a las seccionales policiales de varias ciudades. La mayoría de las estaciones de policía, bancos y grandes empresas de la región de Atenas y el Pireo sufrieron ataques incendiarios.

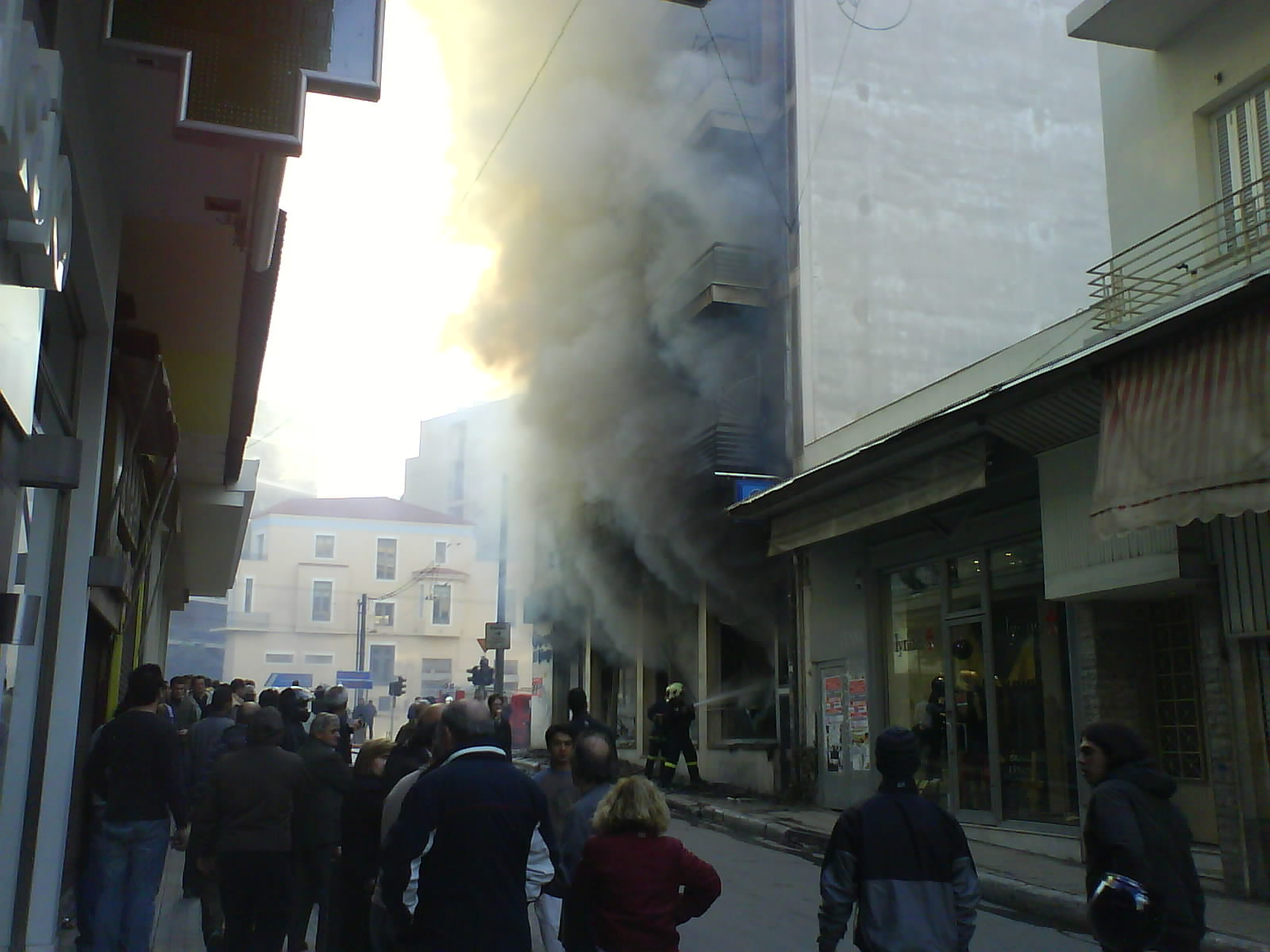
Incendio en un edificio en Atenas durante los disturbios de diciembre de 2008.

El Alzamiento de Diciembre, como se lo denominó finalmente, le dio nuevos ímpetus a la tendencia anarquista, que estuvo a la cabeza del movimiento. El movimiento siguió creciendo durante 2009. Se cometieron numerosos atentados contra bancos y edificios gubernamentales y de seguridad, aunque sin ocasionar víctimas fatales. El movimiento también ha cobrado fuerza durante las huelgas generales que se han organizado en todo el país, con una frecuencia cada vez mayor, contra las políticas económicas liberales para la eliminación de los derechos laborales y la privatización de las empresas estatales.

## El 17 de noviembre
El 17 de noviembre es una fecha aniversario en la cual se recuerda el Levantamiento del Politécnico de Atenas de 1973 contra los coroneles de la Junta. Todos los años se realizan manifestaciones masivas en las ciudades más importantes, en recuerdo de las víctimas de la represión policial. Los anarquistas han tenido una fuerte participación en estas manifestaciones y un rol protagónico en muchos incidentes derivados de estas manifestaciones. No obstante, el Estado ha reprimido regularmente todas estas demostraciones, a pesar de la fuerte resistencia de los manifestantes. 

## Anarquistas griegos encarcelados
- G. Dimitrakis, arrestado en Atenas el 16 de noviembre de 2007 por robo a un banco. Sentenciado a 35 años de prisión.[4]
- Ch. Tonidou, arrestado dentro de la Universidad Aristóteles de Tesalónica el 8 de septiembre de 2007, participante en enfrentamientos con la policía. Liberado en espera de sentencia.[5]
- Lista actualizada de anarquistas prisioneros políticos griegos.[6]

## Anarquistas griegos destacados
- Alexandros Schinas
- Constantinos Speras
- Mikelis Lamvlihos
- Christos Constantinidis

### Libros
- A brief history of anarchism in Greece. Anarchist Gallery (1986).
- Early Days of Greek Anarchism: The Democratic Club of Patras & Social Radicalism in Greece Edited and translated by Paul Pomonis. ISBN 1-873605-68-4
- Stergios Katsaros-I the provocateur, the terrorist. The charm of violence, S. Katsaros . Mayri Lista (1999). ISBN 960-8044-02-2
- The Boatmen of Thesalloniki. The Bulgarian anarchist goup and the bomb attacks of 1903, G. Megas. Troxalia, 1994 ISBN 960-7022-47-5
- Yannis Kordatos, Great History of Greece, Athens, 20th Century Publishing
- The History of the Greek Workers Movement, G. Kordatos. Athens, Mpoukomanis Publications (1972)
- The Greek Speaking Anarchist and Revolutionary Movement (1830–1940) Writings for a History, James Sotros. No God-No Masters, December 2004
- The Strike of Serifos, K. Speras. Bibliopelagos (2001) ISBN 960-7280-14-8.

### Periódicos y revistas
- Solidarity - monthly anarchist newspaper - issues n.1 (15/11/1983)

- The Arena - monthly anarchist newspaper issue n. 1 (?/11/1984)
- Test - anti-authoritarian newspaper issue n. 8 (14/11/1986)
- Against - monthly anarchist newsletter issues n. 1, 2, 6 (1988–1990)
- Riot - anarchist newspaper - issues n. 3, 9, 13, 14, 18, 21, 24, 28
- Anarchist bulletin - Special edition November 2005
- Diadromi Eleftherias (Camino a la Libertad), periódico griego desde 2002

### En griego
- Inter Arma
- Parabellum
- Rioters
- Anarchy.gr
- Anarxeio
- Anarchy Press
- Erevos
- Athens Independent Media Center
- Anarchist Bulletin (Anarchiko Deltio) (Archived 2009-10-25)
- ContraInfo

### En inglés
- From the Greek Streets Archivado el 21 de abril de 2012 en Wayback Machine.
- 325 No State
- Act for freedom now!
- ContraInfo
- Insurrection v.s. Organization: Reflections from Greece on a Pointless Schism - Analysis by Peter Gelderloos

### En castellano
- Verba Volant Archivado el 27 de marzo de 2013 en Wayback Machine.
- ContraInfo
- Grecia Libertaria

- Datos: Q892559
- Multimedia: Anarchism in Greece / Q892559